# شهاب الدين الدلجي
شهاب الدين الدلجي (770-838 ه‍/1368-1435 م)

## السيرة
هو أحمد بن علي بن عبد الله، شهاب الدين، من فضلاء مصر، نسبته إلى قرية دلجة من قرى صعيد مصر، له إشتغال في الفلسفة، حُكم باراقة دمه لزندقته. تعلَّم في البلاد المصرية، واشتهر في دمشق. كان منتقصاّ للناس كثير الإستهزاء بهم. وتوفي في القاهرة.

## آثاره
- الفلاكة والمفلوكون
- شرح تسهيل الفوائد الجزء الثاني بخطه (محفوظة في المكتبة الظاهرية تحت الرقم العام 1698) .
- الجمع بين التوسط للأذرعي والخادم للزركشي مع زوائد في مجلدين.[1]